# Alekséyevskoye (Kushchóvskaya, Krasnodar)
Alekséyevskoye (del ruso: Алексеевское) es un seló del raión de Kushchóvskaya del krai de Krasnodar, en Rusia. Está situado en las llanuras de Kubán-Priazov, junto al límite con el óblast de Rostov, a orillas del Elbuzd, afluente del Kagalnik, 22 km al norte de Kushchóvskaya y 198 km al norte de Krasnodar, la capital del krai. Tenía 354 habitantes en 2010
Pertenece al municipio Razdolnenskoye.

## Transporte
Al oeste de la localidad pasa la carretera federal M4 Don.